# Сподній Каменщак
Сподній Каменщак (словен. Spodnji Kamenščak) — поселення в общині Лютомер, Помурський регіон, Словенія. Висота над рівнем моря: 222,2 м.